# Foss á Síðu
Foss á Síðu – islandzki wodospad osiągający 93 m wysokości znajdujący się w wiosce Síðu, niedaleko Kirkjubæjarklaustur w regionie Suðurland. Wodospad jest wysoki, ale stosunkowo niewielki pod względem przepływu wody. Spada z zakrzywionego klifu bazaltowego, tuż za kilkoma domami wiejskimi, bezpośrednio przy drodze nr 1. Strumień, który tworzy ten wodospad, wydaje się wypływać z małego jeziora oddalonego o mniej niż dwa kilometry w górę rzeki. Wodospad może płynąć gwałtownie podczas sezonu topnienia śniegu, w połowie lata strumień znacznie się zmniejsza.